# 하산 사르다르
하산 사르다르(우르두어: حسن سردار‎, 1957년 10월 22일~)는 파키스탄의 은퇴한 필드하키 선수로 현역 시절 포지션은 센터 포워드이다. 1984년 하계 올림픽에서 금메달을 획득한 파키스탄 대표팀의 일원이다. 1982년에는 하키 월드컵, 아시안 게임, 아시아 선수권 대회를 모두 우승했다.
파키스탄 국가대표 선수로서 148경기에 출전하여 150골을 넣었으며 파키스탄 대표팀 역사상 두 번째로 많은 득점을 기록한 선수이다.